# Ральф Тскуді
Ральф Тскуді (норв. Ralph Tschudi, 26 лютого 1890 — 11 жовтня 1974) — норвезький яхтсмен.
Срібний призер Олімпійських Ігор 1920 року в класі 8 метрів (правила 1919 року).